# The Catered Affair
The Catered Affair is een Amerikaanse dramafilm uit 1956 onder regie van Richard Brooks. Destijds werd de film in Nederland uitgebracht onder de titel Een eenvoudige bruiloft.

## Verhaal
Jane vertelt haar ouders dat ze gaat trouwen. Ze is zelf van plan om de bruiloft sober te houden, maar haar moeder staat op een groots feest. De vader van Jane moet daarom afzien van de taxi, waar hij twaalf jaar lang voor heeft gespaard.

## Rolverdeling
| Acteur           | Personage        |
| ---------------- | ---------------- |
| Bette Davis      | Agnes Hurley     |
| Ernest Borgnine  | Tom Hurley       |
| Debbie Reynolds  | Jane Hurley      |
| Barry Fitzgerald | Jack Conlon      |
| Rod Taylor       | Ralph Halloran   |
| Robert F. Simon  | Joe Halloran     |
| Madge Kennedy    | Mevrouw Halloran |
| Dorothy Stickney | Mevrouw Rafferty |
| Carol Veazie     | Mevrouw Casey    |
| Joan Camden      | Alice Scanlon    |
| Ray Stricklyn    | Eddie Hurley     |
| Jay Adler        | Sam Leiter       |
| Dan Tobin        | Restaurateur     |
| Paul Denton      | Bill Scanlon     |
| Augusta Merighi  | Mevrouw Musso    |